# Centro Nacional de Hipismo
Il Centro Nacional de Hipismo, noto anche come Centro Olímpico de Hipismo,  è un complesso sportivo situato nel quartiere Deodoro di Rio de Janeiro per la pratica dell'equitazione.

## Storia
La struttura venne originariamente costruita, seguendo gli standard della Fédération équestre internationale, per ospitare le gare di equitazione dei XV Giochi panamericani del 2007. In seguito, tra il 2014 e il 2015, in vista dei Giochi Olimpici del 2016, la struttura è stata ampiamente rinnova, l'arena per il concorso completo, l'arena per il salto e il dressage e la zona di allenamento sono stati ampliati ed è stata costruita una nuova clinica veterinaria.
Nel 2016 la struttura ha ospitato, appunto, le gare di equitazione dei Giochi della XXXI Olimpiade e dei XV Giochi paralimpici estivi. Per l'occasione l'impianto ha avuto una capienza complessiva di 35 200 persone così suddivise: 14 200, di cui 1 200 permanenti, nell'arena per il salto e il dressage e 21 000, di cui 20 000 in piedi, nell'arena per il cross country.